# Ternstroemia candolleana
Ternstroemia candolleana là một loài thực vật có hoa trong họ Pentaphylacaceae. Loài này được Wawra miêu tả khoa học đầu tiên năm 1886.